# Вилдерих фон Валдердорф
Вилдерих фон Валдердорф (на немски: Wilderich Freiherr von Walderdorff; Wilderich VII Friedrich von Walderdorff; * 14 януари 1617, Вюрцбург; † 4 септември 1680, Виена) е фрайхер на Валдердорф и княжески епископ на Виена в Австрия (1669 – 1680).

## Произход и управление
Той е син на Йохан Петер фон Валдердорф (1575 – 1635) и съпругата му Мария Магдалена Грайфенклау цу Фолрадс (1595 – 1678), дещеря на Дитрих фон Грайфенклау цу Фолрадс (1549 – 1614) и Аполония фон Райфенберг (1553 – 1601). Майка му е сестра на Георг Фридрих фон Грайфенклау цу Фолрадс, княжески епископ на Вормс (1616 – 1629), курфюрст-архиепископ на Курфюрство Майнц (1626 – 1629) и ерцканцлер на Свещената Римска империя. Роднина е по майчина линия на Лотар Франц фон Шьонборн, княжески епископ на Бамберг (1693 – 1729), курфюрст и архиепископ на Майнц (1695 – 1729), и Йохан Филип фон Грайфенклау цу Фолрадс, княжески епископ на Вюрцбург (1699 – 1719).
По-малкият му брат Йохан Филип фон Валдердорфф (1620 – 1689) е също духовник, и домхер в Шпайер и Трир. Заедно с него той строи между 1665 и 1668 г. „Валдердорфер Хоф“ в Лимбург ан дер Лан.
Вилдерих фон Валдердорф следва във Вюрцбург, Шпайер и в „Collegium Germanicum“ в Рим. През 1659 г. той е свещеник в Майнц. Император Леополд I го прави на 28 юни 1669 г. епископ на Виена. Помазан е за епископ на 19 август 1669 г.
Вилдерих е с добър характер и помага на бедните, затова е много обичан. Той се стреми да увеличи религиозността в своята диоцеза и се грижи за обучението на тамошните свещеници.
Погребан е в катедралата Свети Стефан във Виена.